# Kokosel Tagh
Der Kokosel Tagh (oder Kok Sel oder Kokoser Tagh) ist ein 6858 m hoher vergletscherter Berg im östlichen Pamir-Gebirge in Xinjiang (VR China).
Der Kokosel Tagh befindet sich im Tadschikischen Autonomen Kreis Taschkorgan im Regierungsbezirk Kaschgar. Der Berg ist Teil des Muztagata-Massivs. Zum 7509 m hohen und 7,9 km nördlich gelegenen Muztagata führt ein Bergkamm. Der 7028 m hohe Koskulak Tagh liegt 3 km nördlich des Kokosel Tagh. Der Koskulak-Gletscher trennt die beiden Berge.

## Besteigungsgeschichte
Die Erstbesteigung gelang einer japanischen Bergsteigergruppe (Toshikazu Sato und Hisashi Furuichi) am 16. August 1993.